# MusicBrainz
MusicBrainz (MusicBrainz.org) — проект создания открытой музыкальной энциклопедии.
MusicBrainz хранит сведения о музыке, которая когда-либо была записана, а не саму музыку. Так же, как и freedb, MusicBrainz был основан в ответ на коммерциализацию CDDB, но, в отличие от freedb, MusicBrainz пошёл дальше, чем просто хранилище метаданных о компакт-дисках.

В основу MusicBrainz был положен запатентованный алгоритм TRM фирмы Relatable, использующийся для организации акустических отпечатков. Для описания музыкальных метаданных используется RDF/XML, к которому можно обращаться с помощью запросов GET и POST HTTP, согласно архитектуре распределённых систем REST.
Все основные данные, хранимые в MusicBrainz (зафиксированные данные об исполнителях, альбомах, треках и т. п.) считаются общественным достоянием, а дополнительные сведения, такие, как данные о модерациях, распространяются под лицензией Creative Commons non-commercial share-and-share-alike. Серверное программное обеспечение публикуется под GNU General Public License, но надо учитывать, что при этом MusicBrainz использует бинарную версию TRM-сервера от Relatable, исходный код которого закрыт. Клиентская библиотека MusicBrainz, TunePimp, лицензируется под GNU Lesser General Public License.
В декабре 2004 года проект MusicBrainz своим создателем Робертом Кеем был превращён в некоммерческую организацию MetaBrainz Foundation.
28 июня 2007 было объявлено, что Би-би-си лицензировала живую передачу данных[неизвестный термин] на MusicBrainz, чтобы увеличить их музыкальные веб-страницы. Музыкальные редакторы Би-би-си онлайн присоединятся к сообществу MusicBrainz, чтобы внести их каталог музыки в базу данных.
28 июля 2008 начался бета-тест нового музыкального сайта Би-би-си, который создаёт веб-страницу для каждого артиста на MusicBrainz.
В России с 27 февраля 2024 по решению Роспотребнадзора сайт был внесён в Единый реестр запрещённых сайтов, что привело к его блокировке Роскомнадзором с 1 апреля 2024 года.

## Программное обеспечение
- Amarok — аудиоплеер для GNU/Linux/KDE
- Banshee — аудиоплеер для GNU/Linux/GNOME/KDE/Windows
- CDex — CD рипер для Microsoft Windows
- Clementine — медиаплеер для GNU/Linux / Windows / BSD / Mac OS X
- iEatBrainz — клиент для Mac OS X
- Jaikoz — тэггер для Mac OS X/Microsoft Windows/GNU/Linux на языке Java
- Max — CD рипер и транскодер для Mac OS X
- Mp3tag — редактор метаданных для различных аудиоформатов, является участником партнерской программы
- MusicBrainz Picard[англ.] — официальный кросс-платформенный клиент
- MusicIP Mixer — кросс-платформенный менеджер библиотеки и генератор плей-листов
- PicardTagger — кросс-платформенный клиент
- PinkyTagger — тэггер для GNU/Linux/KDE
- Quod Libet — аудиоплеер для GNU/Linux на GTK+
- Rhythmbox — программа воспроизведения и управления музыкой для GNOME.
- Sound Juicer — CD рипер для GNU/Linux/GNOME
- TunePimp — клиентская библиотека
- Ahead NERO — Собственно ПО для Microsoft Windows для записи компакт-дисков тоже использует запросы к этой БД начиная с 5(а то и раньше) версии и даже умеет их при записи добавлять в базу.

## Обзоры
- Евгений Золотов. Угадай мелодию. Компьютерра-Онлайн (18 февраля 2003). Дата обращения: 30 января 2013. Архивировано из оригинала 29 февраля 2012 года.
- Comparatif : les bases de données musicales (фр.) Page 7. MusicBrainz. Numerama (6 ноября 2007). Дата обращения: 30 января 2013. Архивировано из оригинала 1 февраля 2013 года.
- Dean, Katie. Service Keeps Music Files Humming (англ.). Wired (27 февраля 2003). Дата обращения: 30 января 2013. Архивировано из оригинала 1 февраля 2013 года.
- Rupley, Sebastian. I Know That Song! (англ.). PCMag.com (12 февраля 2003). Дата обращения: 30 января 2013. Архивировано из оригинала 1 февраля 2013 года.